# Râul Nergana
Râul Nergana este unul din cele două brațe care formează râul Nera. 